# David Shrigley

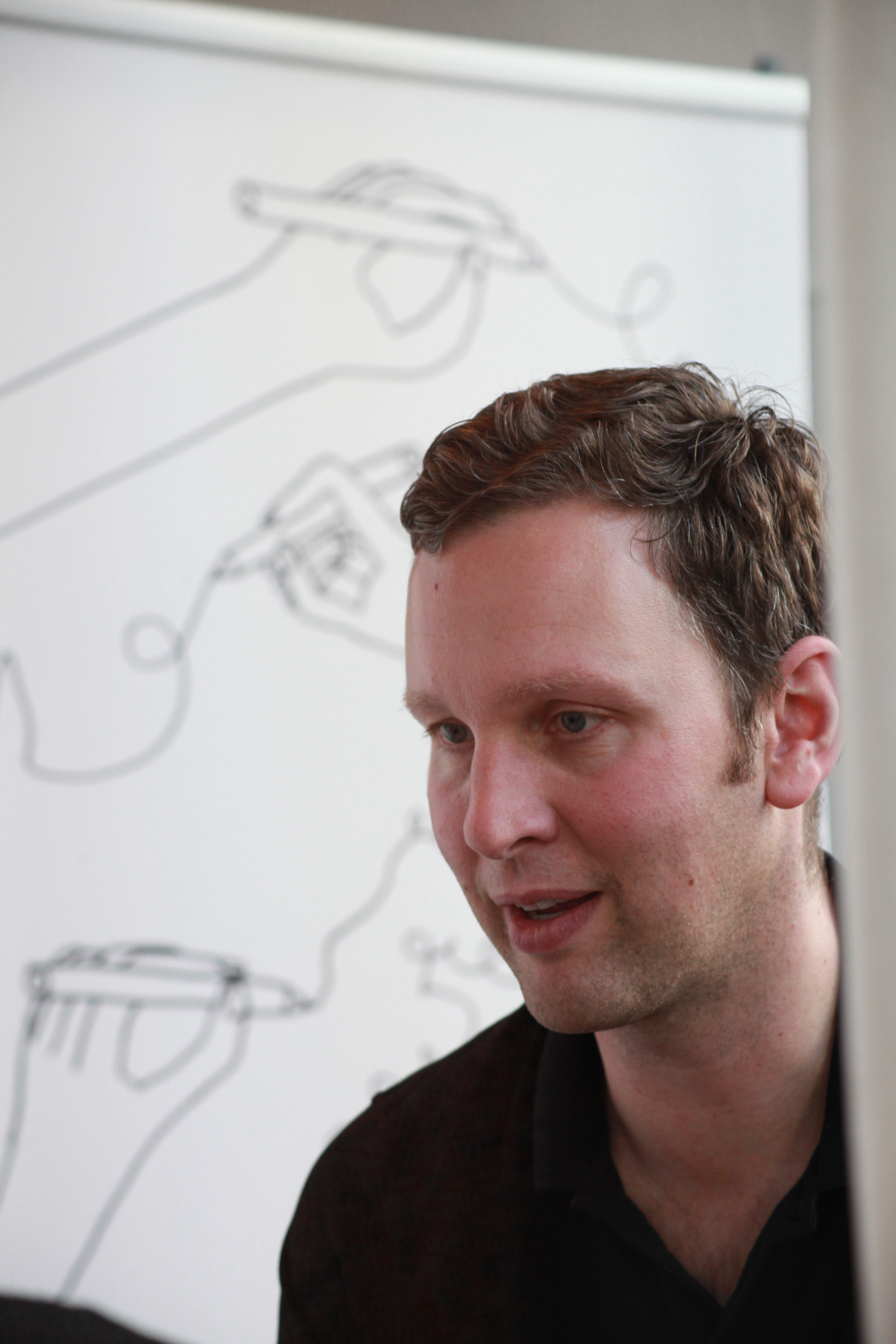
David Shrigley (2011)

David Shrigley OBE (* 17. September 1968 in Macclesfield) ist ein britischer Künstler. Er lebt und arbeitet in Glasgow.

## Leben
Shrigley wurde 1968 in Macclesfield geboren und wuchs in Oadby, Leicestershire auf. 1987 begann er sein Studium an der De Montfort University und führte dies von 1988 bis 1991 an der Glasgow School of Art fort, wo er Environmental Art studierte.
Shrigley ist verheiratet.

## Werk
Shrigleys Werk umfasst Skulpturen, Gemälde, Animationen, Texte und Fotografien, am bekanntesten sind aber wohl seine gezeichneten Cartoons, die sowohl in Büchern als auch in Form von Postkarten veröffentlicht werden. Vor allem für seine Zeichnungen wählt Shrigley oft einen Stil, der sich durch seine begrenzte Technik auszeichnet und an Vertreter der Art Brut erinnert. So wirken seine Werke durch ihre einfachen Formen, wiederholte Rechtschreibfehler und Durchstreichungen oft unfertig oder nicht professionell ausgearbeitet. Dies ist aber eher als ein bewusst gewähltes Stilmittel denn als Stümperei zu werten und unterstreicht den komischen Effekt, den Shrigleys Arbeiten mit ihrer schwarzhumorigen Schilderung bizarrer und absurder Situationen und Figuren oft erzielen.

## Ausstellungen
- 2016
  - Printemps en Septembre, Toulouse
  - Rose Art Museum, Waltham, Massachusetts, USA
  - MAC, Santiago, Chile
  - Stephen Friedman Gallery, London
  - BQ, Berlin
  - Galleri Nicolai Wallner, Kopenhagen

- 2015
  - Instituto Cultural Cabañas, Guadalajara, Mexiko
  - Anton Kern Gallery, New York
  - Two Rooms, Auckland, Neuseeland

- 2014
  - David Shrigley. Drawing., Pinakothek der Moderne, München.[2]
  - National Gallery of Victoria, Melbourne
  - Galleri Nicolai Wallner, Kopenhagen

- 2009
  - Kunsthalle Mainz

- 2008
  - Museum Ludwig, Köln
  - BQ Galerie, Köln
  - Anton Kern Gallery, New York
  - Baltic, Gateshead, Großbritannien
  - CASM, Barcelona, Spanien

- 2007
  - CAB, Burgos, Spanien
  - Galleri Nicolai Wallner, Kopenhagen
  - Malmö Konsthall, Malmö, Schweden
  - Stephen Friedman, London

- 2006
  - Galerie Yvon Lambert, Paris
  - DCA, Dundee, Schottland

- 2005
  - BQ Galerie, Köln
  - Galleri Nicolai Wallner, Kopenhagen
  - Anton Kern Gallery, New York

- 2004
  - Galerie Yvon Lambert, Paris
  - Stephen Friedman, London
  - Francesca Pia, Bern

- 2003
  - Galleri Nicolai Wallner, Kopenhagen
  - BQ Galerie, Köln
  - Kunsthaus Zürich

- 2002
  - Anton Kern Gallery, New York
  - Domaine de Kerguéhennec, Frankreich
  - Camden Arts Centre, London
  - Armand Hammer Museum of Art, Los Angeles

- 2001
  - Galerie Yvon Lambert, Paris
  - CCS Museum, Bard College, New York
  - Stephen Friedman Gallery, London

- 2000
  - Galleri Nicolai Wallner, Kopenhagen

- 1999
  - Francesca Pia, Bern
  - Galerie Yvon Lambert, Paris
  - Stephen Friedman Gallery, London

- 1998
  - Galleri Nicolai Wallner, Kopenhagen
  - Bloom Gallery, Amsterdam
  - Galerie Yvon Lambert, Paris

- 1997
  - Hermetic Gallery, Milwaukee, USA
  - CCA, Glasgow, Schottland
  - Francesca Pia, Bern
  - Stephen Friedman Gallery, London
  - Galleri Nicolai Wallner, Kopenhagen
  - Photographers’ Gallery, London

- 1996
  - Catalyst Arts, Belfast, Nordirland

- 1995
  - Transmission Gallery, Glasgow, Schottland